# Glee: The Music, Volume 7
Glee: The Music, Volume 7 è un album di colonna sonora realizzato dal cast della serie televisiva musicale statunitense Glee, pubblicato nel 2011.

## Tracce
Accanto ai titoli sono riportati gli interpreti originali.
1. Dal musical Hairspray – You Can't Stop the Beat – 3:43
2. Tom Jones – It's Not Unusual – 2:05
3. Dal musical West Side Story – Somewhere (feat. Idina Menzel) – 2:51
4. Beyoncé – Run the World (Girls) – 3:59
5. Coldplay – Fix You – 4:35
6. Katy Perry – Last Friday Night – 3:48
7. Billy Joel – Uptown Girl – 3:01
8. West Side Story – Tonight – 2:51
9. Van Halen – Hot for Teacher – 4:46
10. Adele – Rumour Has It / Someone like You – 3:29
11. Cyndi Lauper – Girls Just Want to Have Fun – 2:42
12. k.d. lang – Constant Craving (feat. Idina Menzel) – 4:38
13. The Jackson 5 – ABC – 2:54
14. Janet Jackson – Control – 3:54
15. Michael Jackson – Man in the Mirror – 4:07

## Formazione
- Dianna Agron
- Nikki Anders
- Kala Balch
- Emily Benford
- Brock Baker
- Ravaughn Brown
- Alvin Chea
- Chris Colfer
- Kamari Copeland
- Darren Criss
- Luke Edgemon
- Grant Gustin
- Jon Hall
- Storm Lee
- David Loucks
- Jane Lynch
- Eddy Martin
- Jayma Mays
- Damian McGinty
- Kevin McHale
- Curt Mega
- Lea Michele
- Cory Monteith
- Heather Morris
- Matthew Morrison
- Jeanette Olsson
- Chord Overstreet
- Zac Poor
- Jemain Purifoy
- Ambert Riley
- Naya Rivera
- Mark Salling
- Drew Ryan Scott
- Onitsha Shaw
- Harry Shum Jr.
- Jenna Ushkowitz
- Windy Wagner
- Trevor Wesley